# Exocentrus submoerens
Exocentrus submoerens là một loài bọ cánh cứng trong họ Cerambycidae.